# Čentiba
Čentiba (węg. Csente) – wieś w Słowenii, w gminie Lendava. 1 stycznia 2018 liczyła 820 mieszkańców.